# Adolf Emmelmann Karosserie-Fabrik
Die Adolf Emmelmann Karosserie-Fabrik war ein in Hannover ansässiges Karosseriebauunternehmen, das hauptsächlich durch seine Aufbauten auf Büssing-Fahrgestellen für Omnibusse bekannt wurde. Der Sitz des Unternehmens lag an der Sutelstraße im Stadtteil Bothfeld.

## Geschichte
Das Unternehmen wurde zur Zeit der Gründerjahre des Deutschen Kaiserreichs 1896 von dem Stellmacher Emil Emmelmann (* 4. September 1868 in Wollersleben, † 17. Oktober 1935 in Hannover) gegründet. Anfangs wurden nur Kutschen, später auch Aufbauten für Lastkraftwagen produziert.
Nach dem Ersten Weltkrieg und der Deutschen Hyperinflation in der Weimarer Republik übernahm Emmelmanns Sohn Adolf (* 24. Dezember 1899 in Isernhagen; † 19. November 1986 in Hannover) 1928 die Geschäfte. Der Gründer der späteren Adolf Emmelmann Betriebs GmbH & Co. KG stellte Anfang der 1930er Jahre die Produktion auf Karosserien für Reiseomnibusse um, die auf Fahrgestellen von Büssing, Hansa-Lloyd, Krupp und Daimler-Benz aufgebaut wurden.
Während der Zeit des Nationalsozialismus und des Zweiten Weltkriegs wurden Anhänger, Schlitten und ähnliches produziert. Nach dem Krieg und der Beseitigung der Bombenschäden, die der Betrieb während der Luftangriffe auf Hannover erlitten hatte, erhöhten sich Produktion und Umsatz langsam wieder.

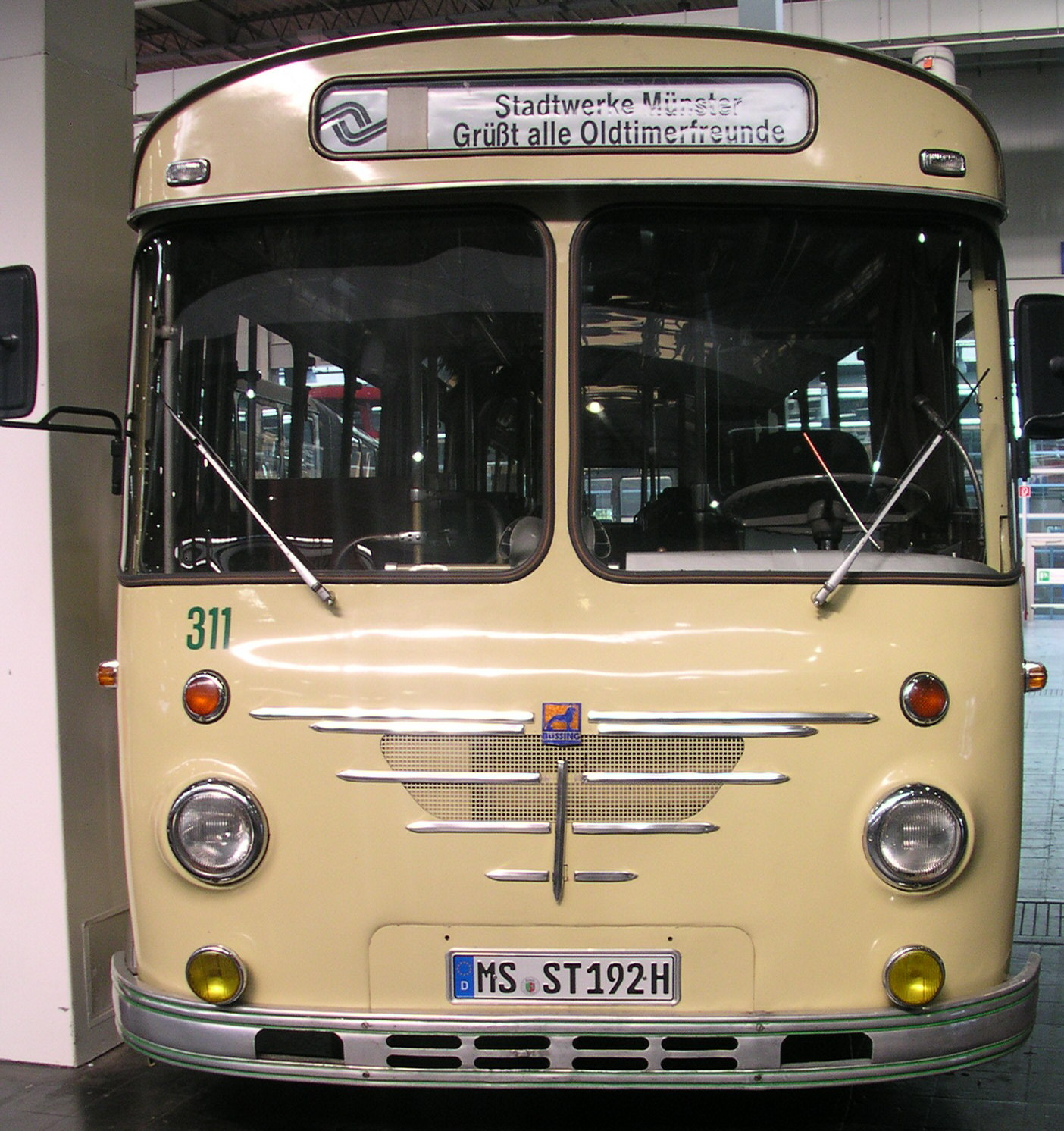
Ehemaliger Stadtlinienbus der Kooperation von Büssing-Emmelmann; hier als Oldtimer der Stadtwerke Münster 2004 auf der Internationalen Automobil-Ausstellung in Hannover

Anfang der 1950er Jahre begann eine enge Zusammenarbeit mit der Firma Büssing, die danach beinahe sämtliche Fahrgestelle für die Karosserien von Emmelmann lieferte. In den Wirtschaftswunderjahren verließ bereits 1956 der eintausendste Büssing-Emmelmann-Bus die Werkshallen. Bald erzielten die Produkte dieser Kooperation auch Erfolge bei Wettbewerben in Nizza und Montreux. Gebaut wurden Stadtbusse – auch als Gelenk- beziehungsweise Oberleitungsbus –  sowie Überlandbusse und Reisebusse. Gelenkbusse wurden ab 1955 unter Verwendung von Fahrgestellen mit Unterflurmotor von Büssing und Nachläufern der Firma Schenk gebaut. Bis Ende 1956 wurden 18 Meter lange, vierachsige Gelenkbusse, von 1957 bis 1964 16,5 Meter lange, dreiachsige und ab 1965 wieder bis 18 Meter lange, dreiachsige Gelenkbusse gebaut.
Von 1953 bis 1958 wurde die Umstellung von der Fahrgestellbauweise zur sogenannten Verbundbauweise vollzogen. Bei den Reisebussen wurde 1958 ein „Stufenhochdecker“ von Emmelmann vorgestellt, der unter dem höher positionierten mittleren und hinteren Teil zusätzlichen Platz für Reisegepäck bot. Ab 1961 wurden die (großen) Büssing-Reisebusse von Emmelmann fertiggestellt (Senator bzw. Präfekt 15, aber auch Senator 12 und 14, Konsul 11 und Präfekt 13). Im Januar 1966 erhöhte die Adolf Emmelmann Karosseriefabrik GmbH das Stammkapital auf 2,2 Millionen D-Mark, wovon Büssing eine Stammeinlage von 600.000 DM zum Nennwert übernommen und eingezahlt hat. Das Design wurde immer wieder dem Zeitgeschmack angepasst und weiter entwickelt, zuletzt grundlegend 1969 mit geraden Linien und rechteckigen Scheinwerfern. Nachdem im Jahr 1971 die Büssing-Automobilwerke, die mit 27 % an dem ansonsten in Familienbesitz befindlichen Kapital des Karosseriebauunternehmens beteiligt war, von der MAN übernommen worden war, sah die Zukunft für die Büssing-Emmelmann-Busse zunächst gut aus. Doch rund drei Jahre später konzentrierte die MAN 1974 ihr neues Omnibus-Programm auf den ehemaligen Büssing-Standort in Salzgitter-Watenstedt. Für den Karosseriebauer Emmelmann, der am Standort Hannover zuletzt ausschließlich für Büssing gearbeitet hatte, bedeutete dies 1975 das Aus.
Am ehemaligen Standort der Karosseriefabrik befindet sich heute der Einkaufspark Klein-Buchholz, der von der Betriebsgesellschaft Adolf Emmelmann GmbH & Co. KG geführt wird. 2001 trat der studierte Fahrzeugbauer und spätere hannöversche CDU-Ratsherr, Jens-Michael Emmelmann (* 1976 in Hannover), zunächst als Prokurist, 2005 dann als geschäftsführender Gesellschafter in die Adolf Emmelmann GmbH & Co. KG ein, 2008 bis heute (Stand: April 2025) auch als geschäftsführender Gesellschafter der Michael Emmelmann GmbH & Co. KG.

## Adolf-Emmelmann-Straße
Im hannoverschen Stadtteil Bothfeld ehrt die 2002 angelegte Adolf-Emmelmann-Straße, die die Sutelstraße mit der Straße Im Heidkampe verbindet, den 1986 verstorbenen Unternehmer. Das ehemalige Betriebsgelände wurde 2003 mit einem Einkaufspark überbaut.

## Galerie

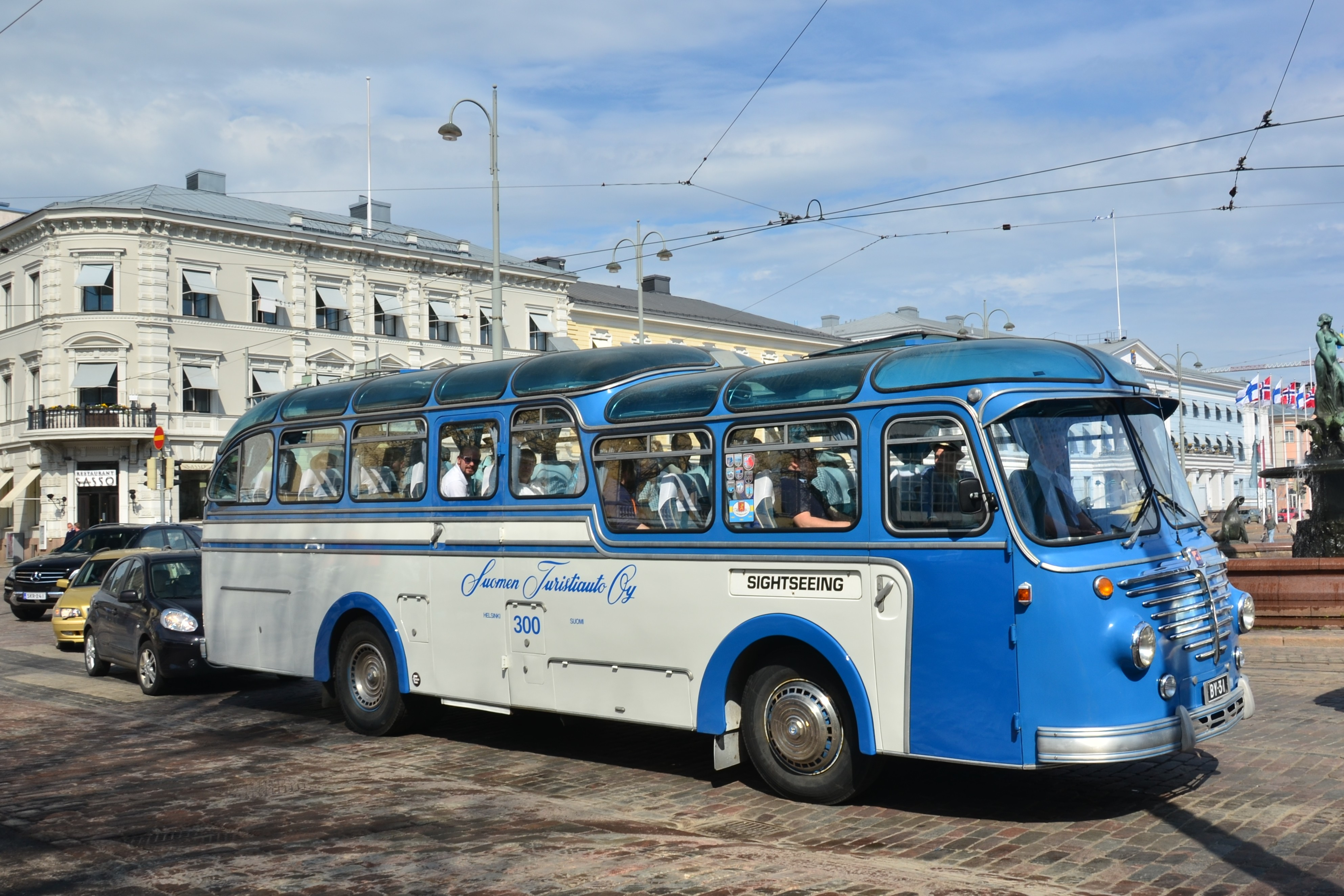
Emmelmann BY-31, 1960 in Helsinki
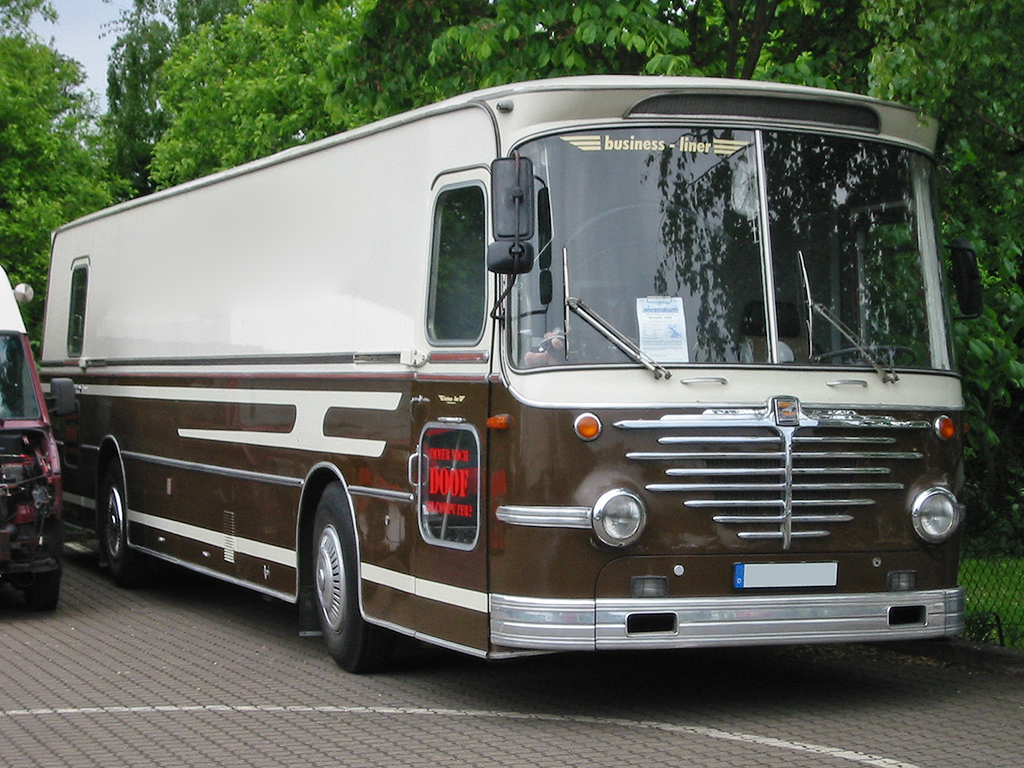
Umgebauter Büssing-Emmelmann-Reisebus aus den 1960er Jahren
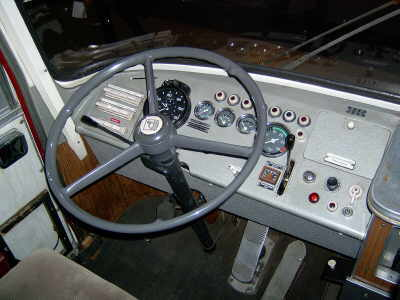
Fahrerplatz im Stadtlinienbus; 1966
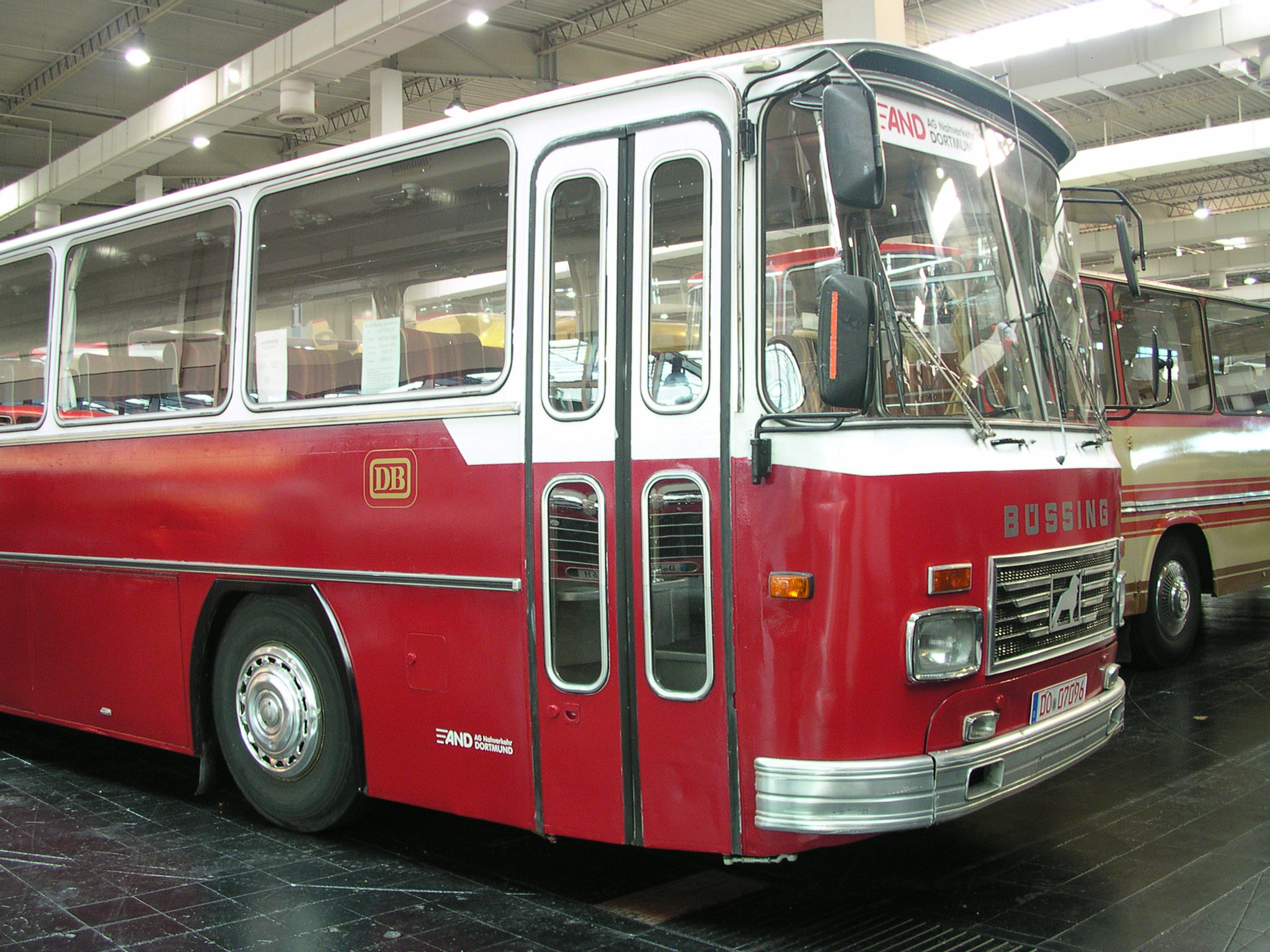
Büssing-Emmelmann-Bahnbus